# 神明神社 (福井市)
神明神社（しんめいじんじゃ）は、福井県福井市宝永にある神社である。旧社格は県社で、現在は神社本庁の別表神社。お神明さん（おしんめさん）の通称で呼ばれる。天照大神を祀る。

## 歴史
社伝によれば、醍醐天皇の時代、内宮足羽御厨（みくりや）の北の庄の某が伊勢皇大神の勧請を願い出て勅許され、延長2年（924年）に神霊を足羽神社に祀り、間もなく現在地に社殿を造営して遷座したという。
『吾妻鏡』には、建久3年（1192年）、源頼朝が妹の一条能保の室に当社の領家職を与えたとの記述がある。歴代領主の崇敬を受け、江戸幕府は朱印領百石を寄進した。明治4年に県社に列格した。